# Harp Attack!
Harp Attack! è un album dei quattro armonicisti blues Junior Wells, James Cotton, Carey Bell e Billy Branch, pubblicato dalla Alligators Records nel 1990.Il disco fu registrato al Streeterville Studios di Chicago, Illinois (Stati Uniti).

## Tracce
1. Down Home Blues – 6:23 (George Jackson)
2. Who – 4:05 (Bernie Roth)
3. Keep Your Hands Out of My Pockets – 5:45 (Sonny Boy Williamson II)
4. Little Car Blues – 3:32 (Willie Love)
5. My Eyes Keep Me in Trouble – 5:32 (Hap Walker)
6. Broke and Hungry – 4:26 (Junior Wells)
7. Hit Man – 2:35 (Junior Wells)
8. Black Night – 8:58 (Jessie Mae Robinson)
9. Somebody Changed the Lock – 3:50 (Junior Wells)
10. Second Hand Man – 4:00 (Carey Bell)
11. New Kid on the Block – 4:33 (Billy Branch)

## Musicisti
Brano 1
- Junior Wells - armonica, voce
- Carey Bell - armonica, voce
- James Cotton - armonica, voce
- Billy Branch - armonica, voce

Brano 2
- James Cotton - armonica, voce
- Billy Branch - armonica, voce

Brano 3
- Junior Wells - armonica, voce

Brano 4
- Junior Wells - armonica
- James Cotton - armonica
- Billy Branch - armonica

Brano 5
- Junior Wells - voce
- Carey Bell - armonica, voce
- James Cotton - armonica, voce

Brano 6
- Junior Wells - armonica, voce
- Billy Branch - armonica
- James Cotton - armonica

Brano 7
- Carey Bell - armonica, voce
- James Cotton - armonica

Brano 8
- James Cotton - armonica, voce

Brano 9
- Junior Wells - armonica, voce

Brano 10
- Junior Wells - armonica, voce
- Carey Bell - armonica, voce

Brano 11
- Billy Branch - armonica, voce

(Musicisti)
- Junior Wells - armonica, voce
- James Cotton - armonica, voce
- Carey Bell - armonica, voce
- Billy Branch - armonica, voce
- Michael Coleman - chitarra
- George Baze - seconda chitarra (brani: 6 e 9)
- Lucky Peterson - pianoforte
- Johnny B. Gayden - basso
- Ray Killer Allison - batteria